# イグナツ・プライエル
イグナツ・プライエル（イニャス・プレイエル）（独：Ignaz Josef Pleyel, 仏：Ignace Joseph Pleyel 1757年6月18日 - 1831年11月14日）はオーストリア出身の古典派音楽の作曲家である。

## 生涯
プライエルは、ニーダーエスターライヒ州のトゥルン近郊ルッパースタール Ruppersthal でマルティン・プライル（Martin Pleyl）という名の教師の息子として生まれた。若いころ彼はおそらくヴァンハルと共に学び、1772年からアイゼンシュタットのヨーゼフ・ハイドンの生徒になった。プライエルは、彼の13年後に生まれたベートーヴェンと同様に、彼の研鑽において貴族階級の後援―この場合はエルデーディ・ラースロー伯（1746年 - 1786年）―から恩恵を受けた。プライエルは明らかに、彼を優れた生徒だと考えていたハイドンとよい関係にあった。
この時代のプライエルの初期の作品には、人形歌劇（puppet opera）『Die Fee Urgele』（1776年）があり、エステルハージ宮殿のマリオネット劇場とウィーンとで上演された。同じ時期に、彼はハイドンのオペラ『火事に遭った家』（Das abgebrannte Haus）の序曲の少なくとも一部を書いている。
プライエルの最初の職業的地位はエルデーディ伯の宮廷楽長であったが、このことはあまり知られていない。彼の初期の出版物には6つの弦楽四重奏曲（作品1）がある。
1780年代の初め、プライエルはイタリアを訪問し、そこでオペラを1曲（『Ifigenia in Aulide』）とナポリ王に委嘱された諸作品を作曲した。
1783年にフランスのストラスブールに移り、それ以後フランス風の名「イニャス・プレイエル（プレイェル）（Ignace）」を名乗った。彼は、最初フランチシェク・リヒテル（František Xaver Richter）のもとでストラスブール大聖堂の副楽長（assistant Kapellmeister）に就き、その後1789年にリヒテルの死に際し、楽長（full Kapellmeister）になった。1788年にストラスブールの絨毯職人の娘フランソワーズ＝ガブリエル・ルフェーヴル（Francoise-Gabrielle Lefebvre）と結婚し、4人の子をもうけた。
1791年に、フランス革命によって教会での公演が公の演奏会と同様に廃止された。代わりの職を探すためにプレイエルはロンドンに渡り、そこでヴィルヘルム・クラマーが組織する「プロフェッショナル・コンサート（Professional Concerts）」を率いた。この立場にあって、同じ時期にハイドンがヨハン・ペーター・ザロモンの組織する演奏会シリーズを率いていたので、プレイエルは不注意にも彼の師の敵の役割を演じることになった。2人の作曲者は職業上敵対していたが、かれらは個人的にはよい関係のままであった。
ちょうどハイドンのように、プレイエルはロンドン訪問によって財を成した。ストラスブールへの帰還に際し邸宅を購入した。サン・ピエール近郊のイタンウィラ城（Château d’Itenwiller）である。
1793年の恐怖時代の始まりとともに、フランスでの生活は大勢の人にとって危険なものになった。いくつかのソースによると、プレイエルの客地（adopted country）への忠誠心には疑問が呈されており、彼は破滅的な結果に容易になりうる事態を愛国的な音楽作品を作曲することによって回避したと言われている。

### 企業家としてのプレイエル
プレイエルは1795年にパリに移った。1797年に、数ある作品のうちにハイドンの弦楽四重奏曲の完全版（1801年）や研究のための最初のミニチュア・スコア（『音楽叢書(Bibliothèque Musicale)』）も手がけた音楽出版社（「Maison Pleyel」）の仕事を立ち上げた。出版業は39年続き、ボッケリーニ、ベートーヴェン、クレメンティ、ドゥシークを含む約4000作品をこの間に出版した。
1807年には、ピアノ製作会社プレイエルを設立。
1824年に勇退し、パリから約50kmの郊外に移った。自分の音楽様式が新しいロマン派音楽に完全に取って代わられていることに、明らかに気付いていた。1831年に他界し、ペール・ラシェーズ墓地に葬られた。墓碑はショパンの墓の右脇にある階段を数ブロック上がったところにある。

### プレイエルのピアノとサル・プライエル
詳しくは、プレイエルとサル・プライエルを参照
会社「プレイエル」は、息子カミーユ（1788年 – 1855年）が引き継いだ。フレデリック・ショパンが使用し、「ノン・プルス・ウルトラ（極致）」と評価したのは、この会社が提供したプレイエルピアノである。
2009年9月、ピアノ製作者ポール・マクナルティは1830年型のプレイエルピアノを復元した。この楽器は現在ワルシャワのフレデリック・ショパン研究所のコレクションに収められ、第1回ショパン国際ピリオド楽器コンクールで使用された。

## 作品
プレイエルは、その時代には非常に有名だがやがて知られなくなる（ケルビーニ、マイヤベーア、タールベルクを含む）作曲家という現象の、一例である。何人かの人々によると、ヨゼフ・ハイドンの最盛期とベートーヴェンの名声の上り坂との間の短い期間、プレイエルはヨーロッパにおいて最も有名な作曲家だった。
彼の名声は、当時の音楽的な辺境であるアメリカ合衆国にまでも及んだ。マサチューセッツ州の沖合いのナンタケット島にプレイエル協会があり、プレイエルの旋律は、当時盛んだったシェイプ・ノート（shape note）賛美歌集でも発展を見た。（プレイエルは実際、現代のシェイプ・ノート讃美歌集『The Sacred Harp』に現れる、唯一のクラシックの作曲家である。）
恩師ハイドンと同じく、プレイエルは多作家であり、41の交響曲、70の弦楽四重奏曲、いくつかの弦楽五重奏曲とオペラを作曲した。これらの作品の多くは、ストラスブール時代から始まっている。プレイエルの創作活動は、企業家になってからは少なくなった。
20世紀の音楽学の成果により、ブラームスのハイドンの主題による変奏曲（作品56）の主題の真の原作者は、ハイドンでないことが明らかにされたが、実際は誰なのかが長いこと不明のままだった。だが、最近の研究では、それがプレイエルである可能性が推測されている。このことは、ウィーンのハイドン博物館にあるブラームスの部屋（ブラームスが住んでいたウィーンのカールスガッセ4番地の当時の建物は壊されて現存しないため、ハイドンの邸宅の2階のハイドンが死去した部屋がブラームスの展示室となっている）に展示された「ハイドンの主題による変奏曲」の説明書きにも「実際にはイグナツ・プレイエルの作」と注記されている。
プレイエルは、今日では、教則本の練習曲の作曲家として知られている。例えば、ヴァイオリンやフルートの初心者は、プレイエルが作曲した多数の二重奏曲を教材とすることがある。

## 名の呼び方
プレイエルのドイツ名"Ignaz Josef Pleyel"は、「イグナーツ・ヨーゼフ・プライエル」とするのが一般的な表記である。フランスに渡ってからはフランス名"Ignace Joseph Pleyel"に改名したが、こちらは「イニャス・ジョゼフ・プレイェル」となる。日本語や英語はフランス語の発音に準じている。

## 録音
1. Yuan Sheng. Frederic Chopin. Ballades Nos 1-4/Impromptus Nos 1-4. Played on the 1845 Pleyel piano. Label: Piano Classics
2. Freddy Eichelberger. Beranger. Chansons. Pleyel 1845 piano. Early Piano series. CD 5. Label: Alpha Classics.
3. Ronald Brautigam. Felix Mendelssohn. Piano Concertos. Played on a copy of the 1830 Pleyel piano made by Paul McNulty. Label: Bis
4. Janusz Olejniczak Chopin evening around 1831 Pleyel.
5. Alexei Lubimov. Chopin, Bach, Mozart, Beethoven: at Chopin’s home piano. Played on the original 1843 upright Pleyel piano. Label: NIFCCD
6. Dina Yoffe. Fryderyk Chopin. Piano Concertos No 1 & 2. Version for one piano. Played on the 1848 Pleyel and the 1838 Erard pianos. Label: Fryderyk Chopin Institute
7. Viviana Sofronitsky, Sergei Istomin. Frederyk Chopin. Complete works for cello and piano. Played on a copy of the 1830 Pleyel piano made in 2010 by Paul McNulty. Label: Passacaille
8. Kevin Kenner. Fryderyk Chopin. 4 Impromptus. Played on the 1848 Pleyel piano. Label: Fryderyk Chopin Institute
9. Patrick Schneyder. Franz Liszt. Mazeppa. Early piano series. CD 10. Played on Pleyel piano 1846. Label: Alpha Classics.
10. Arthur Schoonderwoerd. Fryderyk Chopin. Mazurkas, Valses & other dances. Early Piano series. CD 7.  Played on Pleyel piano 1836. Label: Alpha Classics.
11. Tomasz Ritter. Fryderyk Chopin. Sonata in B Minor, Ballade in F minor, Polonaises, Mazurkas. Karol Kurpinski. Polonaise in D minor. Played on the 1842 Pleyel piano, the 1837 Erard piano and a copy of Buchholtz piano from ca 1825-1826 made by Paul McNulty. Label: Fryderyk Chopin Institute

## 関連書籍
- プレイエルの生涯と作品に関する労作は、『ニュー・グローヴ音楽大事典』（w:New Grove Dictionary of Music and Musicians）およびその有料サイトにて閲覧可能である。
- Arnaud Marion (2005). Pleyel: une histoire tournée vers l'avenir. Martinière. ISBN 978-2732433387
  - アルノー・マリオンによるプレイエルの歴史に関する書籍『Pleyel History with future』